# Krivitsa
Krivitsa (Bulgaars: Кривица, Turks: Topalköy) is een dorp in het noordoosten van Bulgarije, gelegen in de gemeente Samoeil in oblast Razgrad. Het dorp ligt hemelsbreed ongeveer 21 km ten oosten van de stad Razgrad en 295 km ten noordoosten van de hoofdstad Sofia.

## Bevolking
Het dorp telde in december 2019 217 inwoners, een daling vergeleken met het maximum van 1.119 personen in 1946.
|  |

Van de 212 inwoners reageerden er 208 op de optionele volkstelling van 2011. Van deze 208 respondenten identificeerden 201 personen zichzelf als Bulgaarse Turken (96,6%), gevolgd door 6 Bulgaren (2,9%) en 1 ondefinieerbare respondent (0,5%).
Bogdantsi · Bogomiltsi · Choema · Charsovo · Goljam Izvor · Goljama Voda · Kara Michal · Krivitsa · Nozjarovo · Ptsjelina · Samoeil · Vladimirovtsi · Zdravets · Zjeljazkovets